# Serhij Babynez
Serhij Wolodymyrowytsch Babynez (ukrainisch Сергій Володимирович Бабинець; * 5. September 1987 in Kiew, Ukrainische SSR, Sowjetunion) ist ein ukrainischer Eishockeyspieler, der seit 2022 erneut beim HK Sokil Kiew in der Ukrainischen Eishockeyliga unter Vertrag steht.

## Karriere
Serhij Babynez begann seine Karriere als Eishockeyspieler bei Politechnik Kiew, wo er bereits als 16-Jähriger in der ukrainischen Eishockeyliga. Nach einem Jahr bei der zweiten Mannschaft des HK Brest in der belarussischen Wysschaja Liga, der zweithöchsten Spielklasse des Landes, spielte er von 2005 bis 2010 beim HK Sokil Kiew, für dessen unterschiedliche Mannschaften er in verschiedenen ukrainischen und belarussischen Ligen spielte. Zwischenzeitlich war er auch für den Stadtrivalen HK Kiew aktiv. Von 2010 bis 2013 spielte er beim HK Donbass Donezk, mit dem er dreimal in Folge ukrainischer Meister wurde. Anschließend spielte er je ein Jahr beim HK Bilyj Bars Bila Zerkwa in der ukrainischen Liga und bei Slawutych Smolensk in der Perwaja Liga, der dritthöchsten Spielklasse Russlands. Nach seiner Rückkehr nach Donezk 2015 wurde er mit dem HK Donbass 2016 und 2017 umgehend wieder Meister. 2017 wechselte er zunächst zum HC 07 Detva in die slowakische Extraliga, schloss sich aber bereits im Oktober 2017 dem HC 07 Prešov aus der slowakischen 1. Liga, der zweithöchsten Spielklasse des Landes, an. 2018 ging er zum Ligakonkurrenten HC 19 Humenné, bevor 2019 zum HK Bilyj Bars Zerkwa zurückkehrte. 2021 wechselte er zum HK Mariupol, der ebenfalls in der Ukrainischen Eishockeyliga spielt, schloss sich aber bereits nach einem Jahr erneut dem HK Sokil Kiew an. Mit diesem wurde er 2023 und 2024 erneut ukrainischer Meister und 2023 auch als bester Stürmer der ukrainischen Eishockeyliga ausgezeichnet.

### International
Für die Ukraine spielte Babynez, der nie an einer Juniorenweltmeisterschaft teilgenommen hat, erstmals bei der Winter-Universiade 2013 im Trentino. Sein Debüt in der Herren-Nationalmannschaft gab er im Februar 2016 mit 28 Jahren in der Qualifikation für die Olympischen Winterspiele in Pyeongchang 2018. Obwohl die Ukrainer in der ersten Qualifikationsrunde knapp an Japan scheiterten, wurde er auch für das Turnier der Gruppe B der Division I der Weltmeisterschaft 2016 nominiert und erreichte mit seinem Team den Wiederaufstieg in die Gruppe A der Division I, wo er dann 2017 spielte. Auch 2018 und 2019 spielte er für die Ukraine in der Division I. Zudem vertrat er seine Farben im Februar 2020 bei der Olympiaqualifikation für die Winterspiele 2022 in Peking und im Mai 2021 beim „Beat Covid-19 Ice Hockey Tournament“ in Ljubljana, an dem neben den Ukrainern und Gastgeber Slowenien auch Frankreich, Österreich, Polen und Rumänien teilnahmen.

## Erfolge
- 2011 Ukrainischer Meister mit dem HK Donbass Donezk
- 2012 Ukrainischer Meister mit dem HK Donbass Donezk
- 2013 Ukrainischer Meister mit dem HK Donbass Donezk
- 2016 Ukrainischer Meister mit dem HK Donbass Donezk
- 2016 Aufstieg in die Gruppe A der Division I bei der Weltmeisterschaft der Division I, Gruppe B
- 2017 Ukrainischer Meister mit dem HK Donbass Donezk
- 2023 Ukrainischer Meister  mit dem HK Sokil Kiew
- 2023 Bester Stürmer der ukrainischen Eishockeyliga
- 2024 Ukrainischer Meister  mit dem HK Sokil Kiew